# الدوري الهولندي الممتاز 1910–11
الدوري الهولندي الممتاز 1910–11 (بالهولندية: Nederlands landskampioenschap voetbal 1910/11)‏ هو الموسم 23 من الدوري الهولندي الممتاز. أشرف على تنظيمه الاتحاد الملكي الهولندي لكرة القدم، وكان عدد الأندية المشاركة فيه 17، وفاز فيه سبارتا روتردام.